# Hylomyscus heinrichorum
Hylomyscus heinrichorum (Carleton, Banasiak & Stanley, 2015) è un roditore della famiglia dei Muridi endemico dell'Angola.

## Etimologia
L'epiteto specifico è stato dedicato ai coniugi Gerd Hermann ed Hildegarde Maria Heinrich, i quali catturarono gli unici esemplari conosciuti di questa specie durante la loro spedizione in Angola nel 1954. 

## Descrizione

### Dimensioni
Roditore di piccole dimensioni, con la lunghezza della testa e del corpo tra 82 e 106 mm, la lunghezza della coda tra 121 e 150 mm, la lunghezza del piede tra 18,5 e 22 mm e la lunghezza delle orecchie tra 17 e 20 mm.

### Aspetto
La pelliccia è corta, fine e soffice. Le parti dorsali sono bruno-giallastre con la base dei peli grigiastra, più scure lungo la spina dorsale e più brillanti sui fianchi mentre le parti ventrali sono grigiastre con la punta dei peli bianca. La linea di demarcazione lungo i fianchi è netta. Le orecchie sono marroni chiare. I piedi sono corti e sottili, il quinto dito è lungo circa quanto i tre centrali, la pianta è fornita di sei cuscinetti carnosi ben sviluppati. Gli arti sono ricoperti di peli marroni chiari che si estendono fino alle caviglie, mentre le dita sono biancastre, con un ciuffo di peli dello stesso colore alla base di ogni artiglio. La coda è molto più lunga della testa e del corpo, è uniformemente bruno-grigiastra ed è rivestita di piccole scaglie e cosparsa di corti peli, leggermente più lunghi verso la punta. Le femmine hanno un paio di mammelle post-ascellari e due paia inguinali. 

## Biologia

### Comportamento
Potrebbe essere una specie arboricola come gli altri membri del genere.

## Distribuzione e habitat
Questa specie è conosciuta soltanto nelle regioni montane dell'Angola centro-occidentale.
Vive nelle foreste afro-montane tra 1.000 e 2.500 metri di altitudine.

## Conservazione
Questa specie, essendo stata scoperta solo recentemente, non è stata sottoposta ancora a nessun criterio di conservazione.